# Fay Helm
Fay Helm (* 9. April 1909 in Bakersfield, Kalifornien, USA; † 27. September 2003 in Santa Monica, Kalifornien) war eine US-amerikanische Schauspielerin.

## Leben und Werk
Fay Helm begann ihre Schauspielkarriere an kleinen Theatern, wie dem Bakersfield Community Theater und dem Portland Civic Theater. In den 1930er-Jahren kam sie nach Hollywood, wo sie Auftritte in Filmen wie Blinde Wut, San Francisco, Opfer einer großen Liebe, Fräulein Kitty, Blüten im Staub oder Polonaise hatte. Sie war nur in Nebenrollen zu sehen, oft uncredited, manchmal aber auch in etwas wichtigeren Rollen, wie das erste Opfer in Der Wolfsmensch oder die Titelfigur in Zeuge gesucht (Phantom Lady). Sie spielte auch die Mrs. Fuddle in vier Filmen der Blondie-Serie, nämlich in Blondie, Blondie Brings Up Baby, Blondie on a Budget und Blondie Has Servant Trouble. 1946 zog sie sich aus dem Filmbusiness zurück.
Nach zwei kurzen Ehen mit Anwälten Anfang der 1940er-Jahre heiratete sie einen Zahnchirurgen, mit dem sie bis zu dessen Tod 1957 verheiratet blieb. Fay Helm starb 2003 an Lungenentzündung. Sie ist auf dem Holy Cross Cemetery in Culver City beerdigt.

## Filmografie (Auswahl)
- 1936: Blinde Wut
- 1936: San Francisco
- 1937: Song of the City
- 1938: Racket Busters
- 1938: Im Namen des Gesetzes (I Am the Law)
- 1938: Blondie
- 1939: Sergeant Madden
- 1939: Opfer einer großen Liebe (Dark Victory)
- 1939: Our Leading Citizen
- 1939: Damals in Hollywood (Hollywood Cavalcade)
- 1939: Blondie Brings Up Baby
- 1939: A Child Is Born
- 1939: The Light That Failed
- 1940: Abe Lincoln in Illinois
- 1940: Parole Fixer
- 1940: Blondie on a Budget
- 1940: Women Without Names
- 1940: Dr. Kildare: Auf Messers Schneide (Dr. Kildare’s Strange Case)
- 1940: Blondie Has Servant Trouble
- 1940: Fräulein Kitty (Kitty Foyle)
- 1941: Von Stadt zu Stadt (The Wagons Roll at Night)
- 1941: Der Dollarregen (Million Dollar Baby)
- 1941: Zauber der Musik (The Hard-Boiled Canary)
- 1941: Blüten im Staub (Blossoms in the Dust)
- 1941: Two in a Taxi
- 1941: Der Wolfsmensch (The Wolf Man)
- 1942: Life Begins at Eight-Thirty
- 1943: The Crystal Ball
- 1943: Captive Wild Woman
- 1943: Hers to Hold
- 1943: Calling Dr. Death
- 1943: Moonlight in Vermont
- 1944: Zeuge gesucht (Phantom Lady)
- 1944: Die Träume einer Frau (Lady in the Dark)
- 1944: Mademoiselle Fifi
- 1944: One Body Too Many
- 1945: Polonaise (A Song to Remember)
- 1945: Son of Lassie
- 1945: The Falcon in San Francisco
- 1945: Dangerous Intruder
- 1946: Schwester Kenny (Sister Kenny)
- 1946: The Locket
- 1946: That Brennan Girl